# Carbonellacris grossa
Carbonellacris grossa är en insektsart som först beskrevs av Bruner, L. 1911.  Carbonellacris grossa ingår i släktet Carbonellacris och familjen gräshoppor. Inga underarter finns listade i Catalogue of Life.